# IC 133
IC 133 — галактика типу GxyP (частина галактики) у сузір'ї Трикутник.
Цей об'єкт міститься в оригінальній редакції індексного каталогу.